# 邓伟 (解放军)
邓伟（1968年11月—），辽宁辽阳人，满族，中国人民解放军内蒙古军区的女性军官、第十、十一和十二届全国人民代表大会解放军代表。
毕业于西安通信学院计算机应用专业，是中共党员。担任空降兵某部伞训长。2003年起，担任三届全国人大代表。2006年时，为内蒙古军区通信总站副政委。2009年时，为内蒙古军区通信总站政委，亦是内蒙古自治区人大代表。2015年时，为内蒙古军区教导大队政委。